# Xinhuihua
Xinhuihua is een Kantonees dialect dat in Xinhui wordt gesproken. Xinhui ligt in stadsprefectuur Jiangmen, nabij Zhongshan.
- Sino-Tibetaanse talen
  - Chinese talen
    - Kantonees
      - Siyihua
        - Xinhuihua

## Dialectgebied
Xinhuihua wordt behalve in Xinhui ook in Hongkong gesproken. In Hongkong wonen zeer veel mensen met Xinhui als jiaxiang. Xinhuihua wordt door de Hongkongse Xinhuinezen gebagatelliseerd, wordt het dialect niet geleerd aan de kinderen en nauwelijks thuis als voertaal gebruikt. Vele Hongkongse-Xinhui'se jongeren kunnen het dialect alleen verstaan en niet spreken.

## Subdialect
- Huichenghua
- Siqianhua
- Shatianhua